# Стадий
Ста́дий (ста́дия, стадио́н, др.-греч. στάδιον) — единица измерения расстояний в древних системах мер многих народов, введённая впервые в Вавилоне, а затем перешедшая к грекам и получившая своё греческое название. Не является достаточно определённой. В Вавилоне за стадий принимали расстояние, которое человек проходит спокойным шагом за промежуток времени от появления первого луча солнца при восходе его до того момента, когда весь солнечный диск окажется над горизонтом. Если этот выход солнца продолжается примерно две минуты, то за это время человек при средней скорости ходьбы проходит от 185 до 195 м. Как видим, мера эта весьма относительна.
Стадий греческий — расстояние в 600 ступней Геракла. Согласно древнегреческим мифам, именно столько шагов успел сделать Геракл с того момента, как первые солнечные лучи появились над холмом Кроноса в Олимпии и до того, как солнце поднялось над землёй.
Встречаются различные значения стадия:
- вавилонский = 194 м;
- греческий = 178 м;
  - аттический = 177,6 м;
- египетский = 172,5 м;
  - стадий системы фараонов = 209,4 м;
- птолемеевский и римский = 185 м;
- стадий (гхальва) ассиро-халдейско-персидской системы = 230,4 м.

Какой именно стадий применялся для измерения дистанций на Олимпийских играх точно не известно; некоторые учёные вводят «олимпийский» стадий, приравнивая его к 192,27 метрам.